# الوارو سرورا
الوارو سرورا (انگلیسی: Álvaro Cervera؛ زادهٔ ۲۰ سپتامبر ۱۹۶۵) بازیکن فوتبال اهل اسپانیا است.
از باشگاه‌هایی که در آن بازی کرده‌است می‌توان به باشگاه فوتبال هرکولس، باشگاه ورزشی رئال مایورکا، باشگاه فوتبال راسینگ سانتاندر، باشگاه فوتبال آلمریا، و باشگاه فوتبال والنسیا اشاره کرد.
وی همچنین در تیم‌های ملی فوتبال زیر ۲۱ سال اسپانیا و اسپانیا بازی کرده‌است.